# Urtext
Uma edição Urtext de uma obra de música clássica é uma versão impressa cujo objetivo é reproduzir o texto  original do compositor, tão próxima quanto possível da exatidão, sem introduzir qualquer material ou alteração.  Outros tipos de edições, diferentes da Urtext, são as edições facsimile e interpretativa, discutidas a seguir.
A palavra Urtext é de origem alemã: "ur-" significa "original". Normalmente a palavra Urtext é escrita como nome próprio, com maiúscula, seguindo a tradição de escrita alemã.

## Preparação de ediçõesUrtext
Normalmente as fontes para uma edição Urtext incluem - sempre que possível - o autógrafo, isto é, o manuscrito produzido pela mão do compositor, cópias manuscritas feitas pelos alunos e assistentes do compositor e a primeira edição publicada ou outras edições antigas, preferencialmente se supervisionadas pelo compositor. Uma vez que que as primeiras edições frequentemente incluem erros de impressão, uma fonte particularmente valiosa para a Urtext é uma cópia da primeira edição corrigida pelo próprio compositor. No caso de poucas fontes, excessivos os erros de impressão ou versões conflitantes a tarefa do editor da Urtext torna-se difícil. Casos em que o compositor teve maus copistas (por exemplo Beethoven) ou revisou a obra depois de sua publicação também são situações que criam dificuldades para o editor.
Um problema fundamental ao se editar uma Urtext é como apresentar as diversas variantes de leitura. Incluir muito poucas variações limitaria a liberdade de escolha do intérprete. Da mesma maneira, prestaria-se um desserviço para o intérprete se se incluisse variantes de fontes pouco confiáveis.  Onde o editor literalmente cai no limbo é ao tentar identificar os erros de impressão ou dos copistas. Uma grande possibilidade, não de todo hipotética, é que uma escolha particularmente excêntrica, ou mesmo inspirada, por parte do próprio compositor seja desprezada devido ao zelo excessivo do editor. Editores rigorosos identificam com notas de rodapé todos os locais onde as notas de uma edição Urtext foram alteradas.
Como disse o violoncelista Dimitry Markevitch "uma edição [Urtext] ideal não pode ser obtida; apenas uma edição honesta pode ser o objetivo."

## Tipos de edições
As edições Urtext diferem das edições facsimile, que são apenas uma reprodução fotográfica de uma das fontes originais de uma obra musical. A edição Urtext agrega valor ao que o intérprete pode obter de um facsimile porque integra várias fontes, baseando-se em uma avaliação acadêmica. As edições Urtext são também mais fáceis de ler do que os facsimile. Portanto, as edições facsimile são mais apropriadas para o estudo acadêmico junto com intérpretes que buscam o academicismo como parte de sua preparação.
As edições Urtext também diferem das edições interpretativas, que apresentam a opinião pessoal do editor sobre como interpretar uma obra. Isso é feito assinalando marcações dinâmicas e outras indicações das nuances de expressão musical que suplementam ou substituem aquelas do compositor. Em casos extremos, as edições interpretativas deliberadamente alteram a notação do compositor ou mesmo apagam passagens inteiras.  No século XIX e início do século XX muitos intérpretes famosos produziram edições interpretativas, como Alfred Cortot,  Harold Bauer, Artur Schnabel e Ignacy Jan Paderewski. Atualmente os professores raramente recomendam edições interpretativas, dando preferência às edições Urtext. Entretanto, no período antecedente às gravações musicais, tais edições serviram ao objetivo de ajudar o estudantes a se inspirar na prática de interpretação de artistas famosos, mantendo atualmente o seu valor por este mesmo motivo.
Existe um compromisso entre a Urtext e a edição interpretativa, como as edições nas quais os acréscimos feitos pelo editor são tipograficamente diferenciados, freqüentemente pelo tamanho ou pela cor em tons de cinza, das marcações realizadas pelo próprio compositor. Tais edições de compromisso são particularmente úteis no caso da música composta antes do século XVIII, na qual a interpretação da notação musical é particularmente difícil.

## O valor das ediçõesUrtext
Entre alguns críticos e acadêmicos o próprio termo Urtext caiu no desfavor, provavelmente porque é entendido como sendo visto pelos editores apenas com um motivo para aumentar as vendas. Certamente, a fidelidade com a qual uma edição impressa pode representar as intenções do compositor varia, não sendo nunca total. Ainda, as verdadeiras intenções do compositor não estão nunca completamente bem definidas.  
Mesmo assim, os intérpretes de música clássica utilizam com freqüência edições Urtext, reconhecendo que a fidelidade ao texto original do compositor é apenas o primeiro passo para a preparação de uma concepção musical eficiente; também são necessários uma grande dose de pensamento independente e de prática.  Mas a maioria dos músicos atuais acredita que o processo deva começar pela versão mais fiel à intenção do compositor que o academicismo possa disponibilizar.

## Lista de editores que publicam ediçõesUrtext
- en:Bärenreiter
- en:G. Henle Verlag
- en:Edition Peters
- en:Weiner